# Arc elèctric
|  | «arc voltaic» redirigeix aquí. Vegeu-ne altres significats a «Arc-voltaic». |

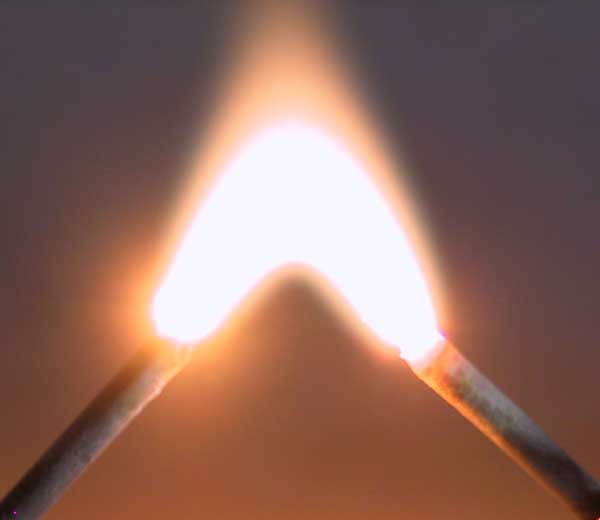
Arc elèctric

Un arc elèctric o arc voltaic és una descàrrega elèctrica que es forma entre dos elèctrodes sotmesos a una diferència de potencial dins d'una atmosfera gasosa enrarida, normalment a baixa pressió o a l'aire lliure. Fou descobert i demostrat per primera vegada pel químic britànic Humphry Davy el 1800. Per a iniciar un arc, es posen en contacte, breument, els extrems de dos elèctrodes, usualment en forma de llapis, en general de grafit, i es fa passar un corrent intens (uns 10 ampers) a través d'aquests. Aquest corrent provoca un gran escalfament en el punt de contacte; en separar-se els elèctrodes, es forma entre aquests una descàrrega lluminosa similar a una flama.
La descàrrega està produïda per electrons que van des de l'elèctrode negatiu al positiu, però també, en part, per ions positius que es mouen en sentit oposat. El xoc dels ions genera una calor intensa als elèctrodes, i s'escalfa més l'elèctrode positiu pel fet que els electrons que copegen contra aquest tenen major energia total.
En un arc obert a l'aire a pressió normal, l'elèctrode positiu arriba a una temperatura de 3.500 graus Celsius. Durant el temps de la descàrrega, es produeix una lluminositat molt intensa i un gran despreniment de calor. Ambdós fenòmens, en cas de ser accidentals, poden ser summament destructius, com ocorre amb la perforació d'aïlladors en les línies de transport d'energia elèctrica en alta tensió o dels aïllants de conductors i altres elements elèctrics o electrònics.

## Aplicacions
L'arc elèctric utilitzat de manera controlada s'ha emprat com a font de llum, abans de la invenció de la làmpada d'incandescència i fins i tot després, en la indústria cinematogràfica, per a aconseguir fortes intensitats lluminoses en la filmació de pel·lícules així com en els projectors de les sales de cinema. Els efectes calorífics de l'arc elèctric es continuen utilitzant en la indústria per a la soldadura de metalls i altres procediments metal·lúrgics. En aquest últim tipus d'aplicacions, la intensa calor generada per l'arc elèctric sol utilitzar-se en forns especials per a fondre materials refractaris. En aquest tipus de forns, poden arribar-se a fàcilment temperatures de l'ordre dels 3.500 °C. Açò també permet fondre productes amb un punt de fusió molt alt. L'avantatge especial d'aquest procediment és una completa independència a l'hora de triar els productes a aplicar (ferralla, esponja de ferro, lingot d'alt forn, així com qualsevol tipus de barreja).